# Liguowuïta
La liguowuïta és un mineral de la classe dels òxids que pertany i dona nom al subgrup de la liguowuïta. Rep el nom en honor a Li Guowu (李国武) (1964–) de la Universitat de Geociències de la Xina, a Pequín, en reconeixement de les seves grans contribucions a la recerca de nous minerals.

## Característiques
La liguowuïta és un òxid de fórmula química WO₃. Va ser aprovada com a espècie vàlida per l'Associació Mineralògica Internacional l'any 2021, sent publicada l'any 2022. Cristal·litza en el sistema monoclínic. La seva duresa a l'escala de Mohs es troba entre 3 i 4.
Les mostres que van servir per a determinar l'espècie, el que es coneix com a material tipus, es troben conservades a les col·leccions mineralògiques del Museu Geològic de la Xina, a Beijing (República Popular de la Xina), amb el número de catàleg: 16121, i al laboratori d'estructura cristal·lina de l'institut de recerca científica de la Universitat de Geociències de la Xina, a Beijing, amb el número de catàleg: ny-5-3.

## Formació i jaciments
Va ser descoberta a Nanyang, dins el comtat de Huaping (Lijiang, República Popular de la Xina), on es troba en forma de cristalls prismàtics, d'entre 0,05 a 0,1 mm de diàmetre. Aquest indret és l'únic a tot el planeta on ha estat descrita aquesta espècie mineral.